# Pont d'Assat
Pour les articles homonymes, voir Assat.
Le pont d'Assat est un pont suspendu des Pyrénées-Atlantiques qui franchit le gave de Pau à Assat, à mi-chemin entre Pau et Nay. Il est emprunté par la route départementale D 437 qui relie la D 37 de Pau à Nay, sur la rive gauche, à la D 937 de Pau à Saint-Pé-de-Bigorre, sur la rive droite du gave.

## Description technique de l’ouvrage
Le pont d’Assat est un pont suspendu d'une longueur totale de 156 m entre les extrémités des massifs d'ancrage des câbles porteurs. Son tablier a une longueur de 78 m entre les pylônes de soutènement. Les rampes d’accès portent la longueur totale de l’ouvrage - pont et chaussées surélevées - à environ 300 m.

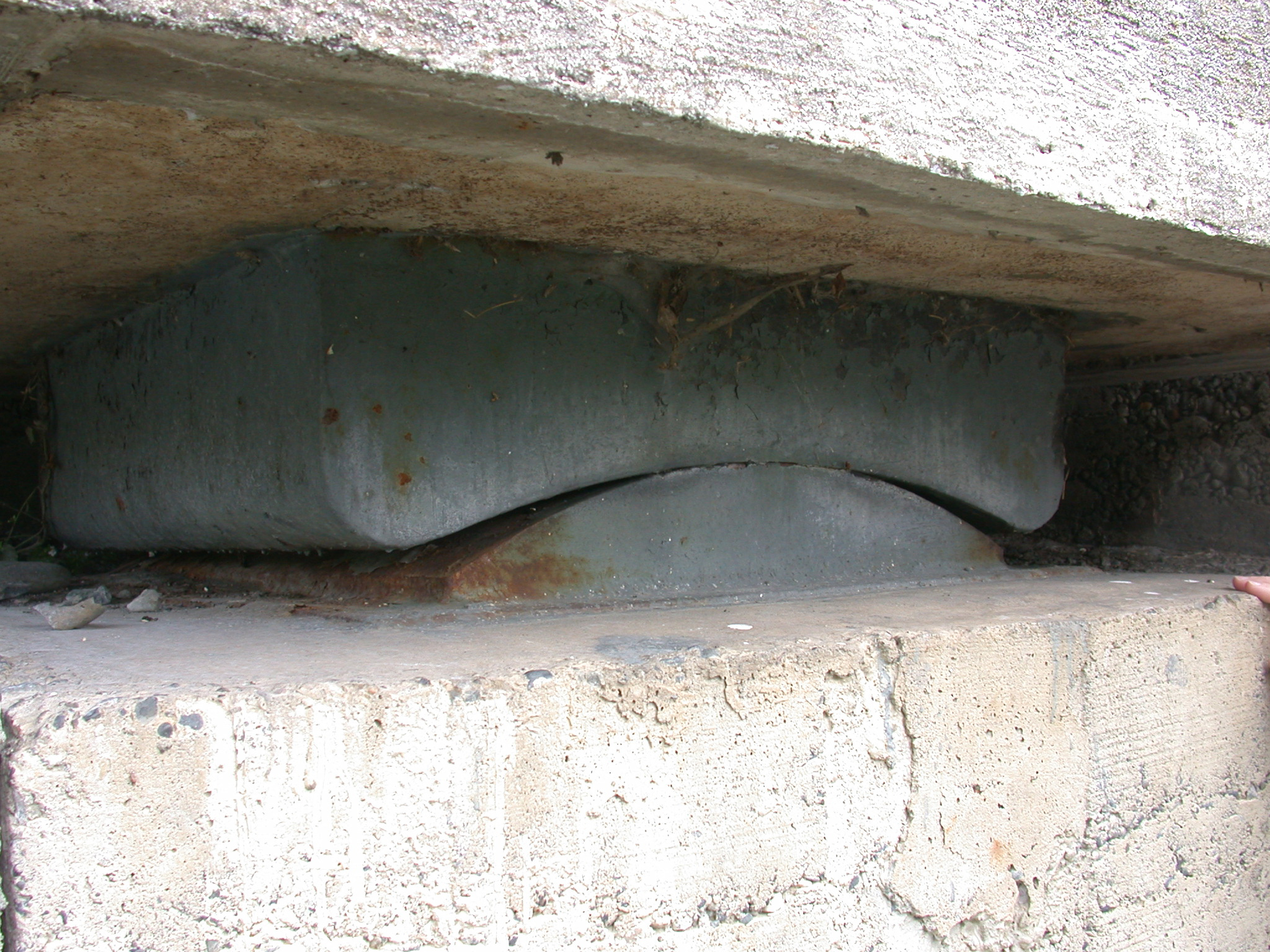
Un des quatre appareils d'appui supportant les pylônes du pont d'Assat (hauteur 22 cm)

Le pont est du type à poutre de rigidité continue, c'est-à-dire que le tablier n'est pas articulé en son milieu. Les extrémités du tablier suspendu sont articulées sur des chapes à pivot fixées à des massifs en béton. Le tablier est relié aux câbles porteurs par 28 suspentes en acier. Les quatre massifs d’ancrage des câbles, en béton, ont un poids théorique de 200 tonnes chacun.
Les pylônes de soutènement, d’une hauteur totale de 11 m sont posés sur des appareils d'appui en fonte qui permettent leur pivotement dans le sens du pont. L’ensemble est donc maintenu par la tension des câbles porteurs et le tablier peut ainsi fléchir verticalement lors du passage de véhicules lourds. 
Construit en 1937-1938 par l’entreprise Fives-Lille, il a été rénové en 2004 (changement des câbles et des pièces de charpente métallique corrodées) par l’entreprise Baudin Chateauneuf.
Le pont de Lacq-Abidos fut construit, en même temps, à l’identique du pont d’Assat.

## Histoire
Le pont d'Assat fut construit au XIXe siècle pour améliorer le franchissement du gave de Pau. Il faisait partie d'un ambitieux programme de construction de ponts décidé par le conseil général des Basses-Pyrénées qui réalisa également un pont en maçonnerie et charpente sur le Saison, à Autevielle et quatre ponts suspendus, deux situés sur le gave de Pau à Lacq et Puyoô, le troisième à Auterrive sur le gave d'Oloron, et le dernier sur la Nive à Itxassou.

### Le premier pont d'Assat (1850-1886)
En 1846, le Préfet des Basses-Pyrénées proposait, à la demande des communes riveraines, la création d’un pont « partageant dans une proportion à peu près égale la distance entre les villes de Pau et Nay, qui serait construit sur le gave entre les communes d’Assat et de Narcastet ». Ce premier pont fut donc un « pont en fil de fer » à câbles porteurs à fils parallèles selon la technologie mise au point par l’ingénieur Marc Seguin.
En décembre 1847, la construction du pont était adjugée à un entrepreneur privé « moyennant une subvention de 25 000 francs sur les fonds de l’État, et la concession d’un péage pendant 19 ans ». La construction, commencée en 1849, était achevée en 1850. 
La construction des pylônes entraînant un rétrécissement du lit du gave, le nouveau pont fut tout de suite menacé par les crues et l’érosion et il fallut établir des gabions de protection, ce qui augmenta considérablement le coût de l’ouvrage.
Fin 1852, le pont fut enfin réceptionné : on l’éprouva « sous une charge de 53 tonnes répartie sur le tablier grâce à 88 wagons remplis à 600 kg ». 
Ce pont était muni de portails en fer et n’était ouvert qu’en présence du péager chargé de prélever les droits de passage.
Très vite, des problèmes d’entretien se posèrent : le concessionnaire assurait une maintenance insuffisante. Après plusieurs rappels à l’ordre, le département racheta la concession et le pont passa dans le domaine public avant 1870.  Sa sécurité fut mise en cause : les câbles, mal protégés lors de la construction et mal entretenus, étaient corrodés.
En 1886, le pont fut fermé à la circulation.

### Le second pont (1886-1935)

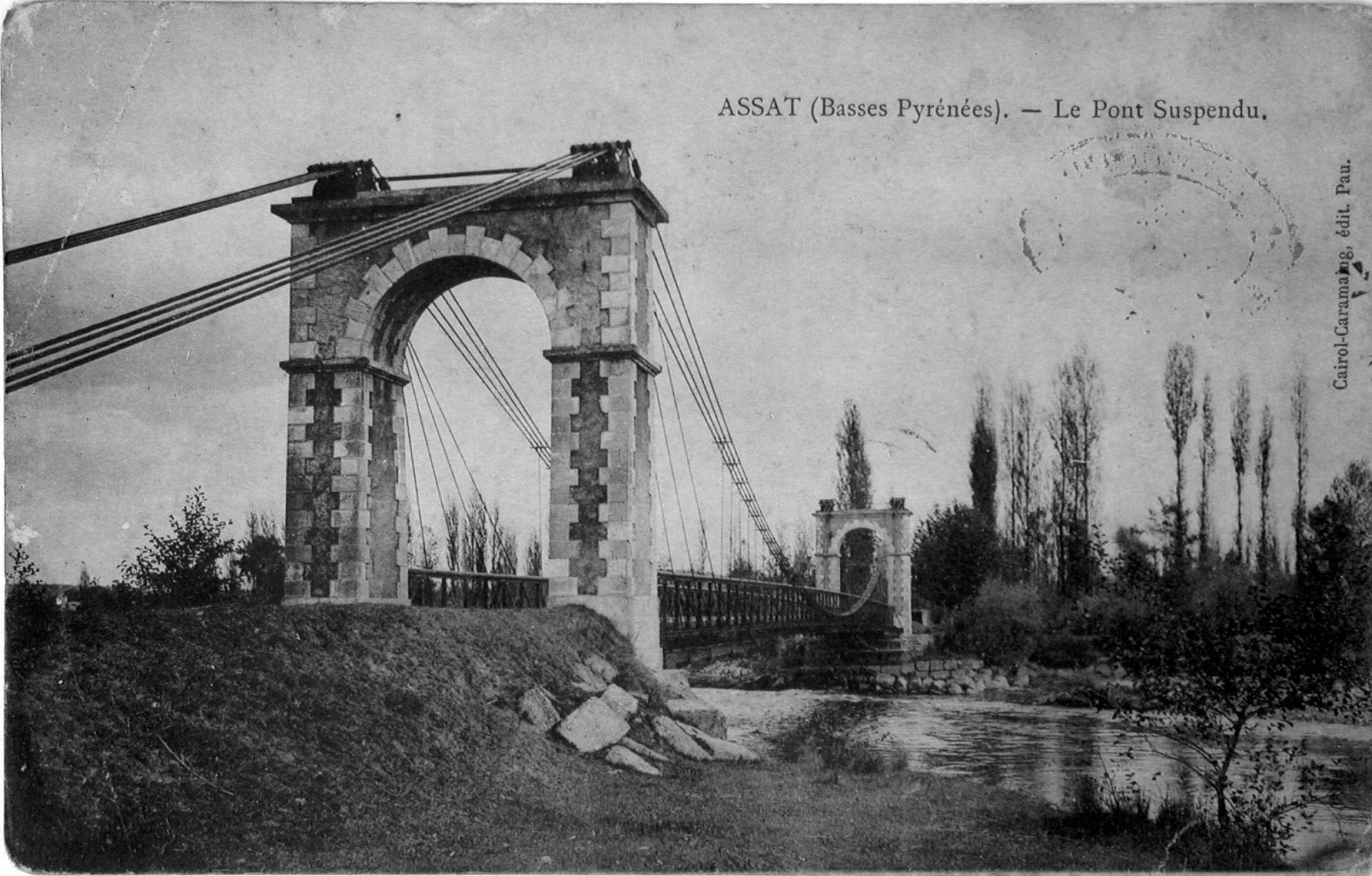
L'ancien pont suspendu d'Assat construit en 1886

On envisagea d’abord de le remplacer « par un pont en tôle fixe de 72,24 m d’ouverture, à poutre en treillis et composé de deux travées solidaires reposant sur une pile à construire sur le gave ». 
Devant le coût d’un tel projet, et la difficulté de construire une pile au milieu du gave, on en revint au pont suspendu, d’autant que la technologie en  était devenue plus sûre. Les travaux s’échelonnèrent de 1886 à la fin de 1888.

En utilisant les soubassements des pylônes du premier pont et en renforçant les  massifs d’ancrage, on construisit un nouveau pont dont le tablier mesurait 72 m. C’était un pont suspendu, classique pour l’époque, avec une poutre à treillis soutenue par des tiges de suspension et soulagée par des haubans raidisseurs dont le rôle était d’amortir les oscillations verticales.

La chaussée qui reposait sur la poutre en treillis mesurait 2,40 m de large et était bordée de deux trottoirs de 80 cm. Elle était construite en madriers de chêne. Les pylônes étaient en maçonnerie classique appareillée.
Ce pont était fragilisé par les crues du gave : il fallut constamment renforcer les berges par la pose de gabions souvent détruits par les crues. Il se révéla aussi peu sûr pour les piétons et les animaux et on remplaça souvent ses garde-corps. Sa construction, enfin, se révéla trop légère pour supporter le passage de véhicules de plus en plus lourds. Sa reconstruction fut décidée en 1935.

### Le troisième pont (1938)

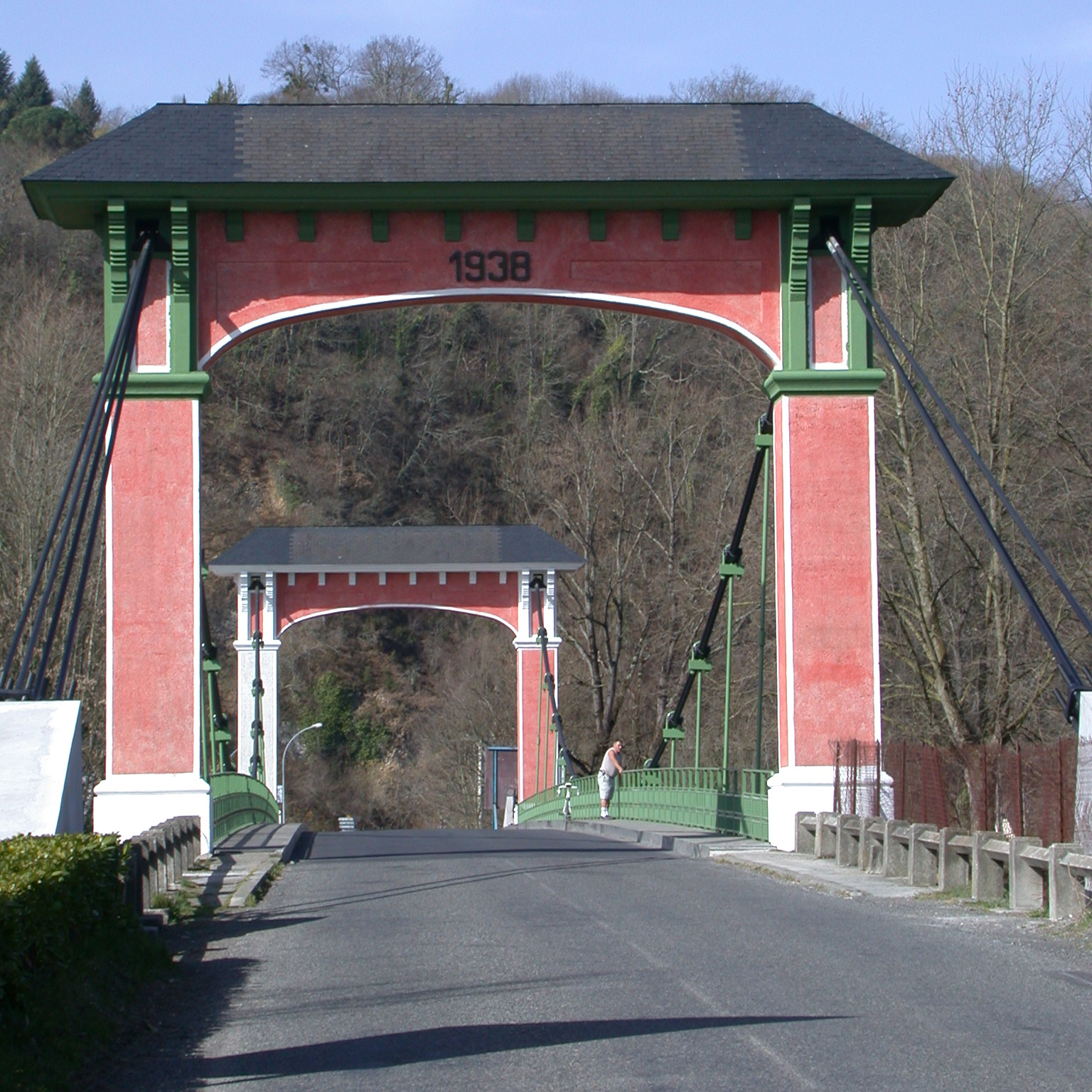
Le pont d'Assat à la fin des travaux de 2004

En 1935, le conseil général des Basses-Pyrénées choisissait l’entreprise Fives-Lille pour reconstruire le pont d’Assat et, à l’identique, le pont de Lacq-Abidos. 
Les éléments des deux ponts furent préparés en usine, montés et rivetés sur les chantiers. On reconstruisit les massifs d’ancrage en béton armé et les assises des pylônes mobiles. L’ouverture du pont fut portée à 78 m. 
Le pont fut éprouvé et ouvert à la circulation en 1938 et est toujours en service.
Le pont a dû souvent être l’objet de travaux de protection : le rétrécissement du lit du gave entre les deux assises a entraîné à plusieurs reprises l’attaque des berges en amont du pont, attaques contenues par des enrochements qui se révélèrent insuffisants à protéger l’ouvrage. L’abaissement du profil d’équilibre du gave dû aux extractions de granulats dans les gravières de Meillon et d’Aressy, en aval du pont, avait en effet entraîné une reprise de l’érosion dans le lit du gave. La parade a été de construire, à 350 m en aval du pont, un seuil de régulation de trois mètres de hauteur qui maintient, en amont, le lit à une cote constante jusqu’au pont et limite ainsi la reprise d'érosion.

## Sources
- Archives départementales des Pyrénées-Atlantiques : rapports du Conseil général, 1846-1888 et 1935-1938.
- Cahiers de délibération du conseil municipal d'Assat.
- Émile Pujolle, « Le premier pont d’Assat », « Dans les archives du pont d’Assat », « Le second Pont d’Assat », L’Arrebigne, bulletin interassociatif d'Assat, 2004-2005, Mairie d'Assat.